# Stružník
Rybník Stružník o rozloze vodní plochy 0,36 ha se nalézá se nalézá západním okraji osady Ledec v okrese Pardubice u konce silnice III. třídy č. 32214 vedoucí od křižovatky silnic vedoucích do vesnic Chrtníky a Svojšice. Rybník je využíván pro chov ryb a zároveň představuje lokální biocentrum pro rozmnožování obojživelníků. Rybník je součástí rybniční soustavy skládající se dále z rybníků Ledecký, Rohlíček, Kamenný rybník, Zabloudil.

## Galerie

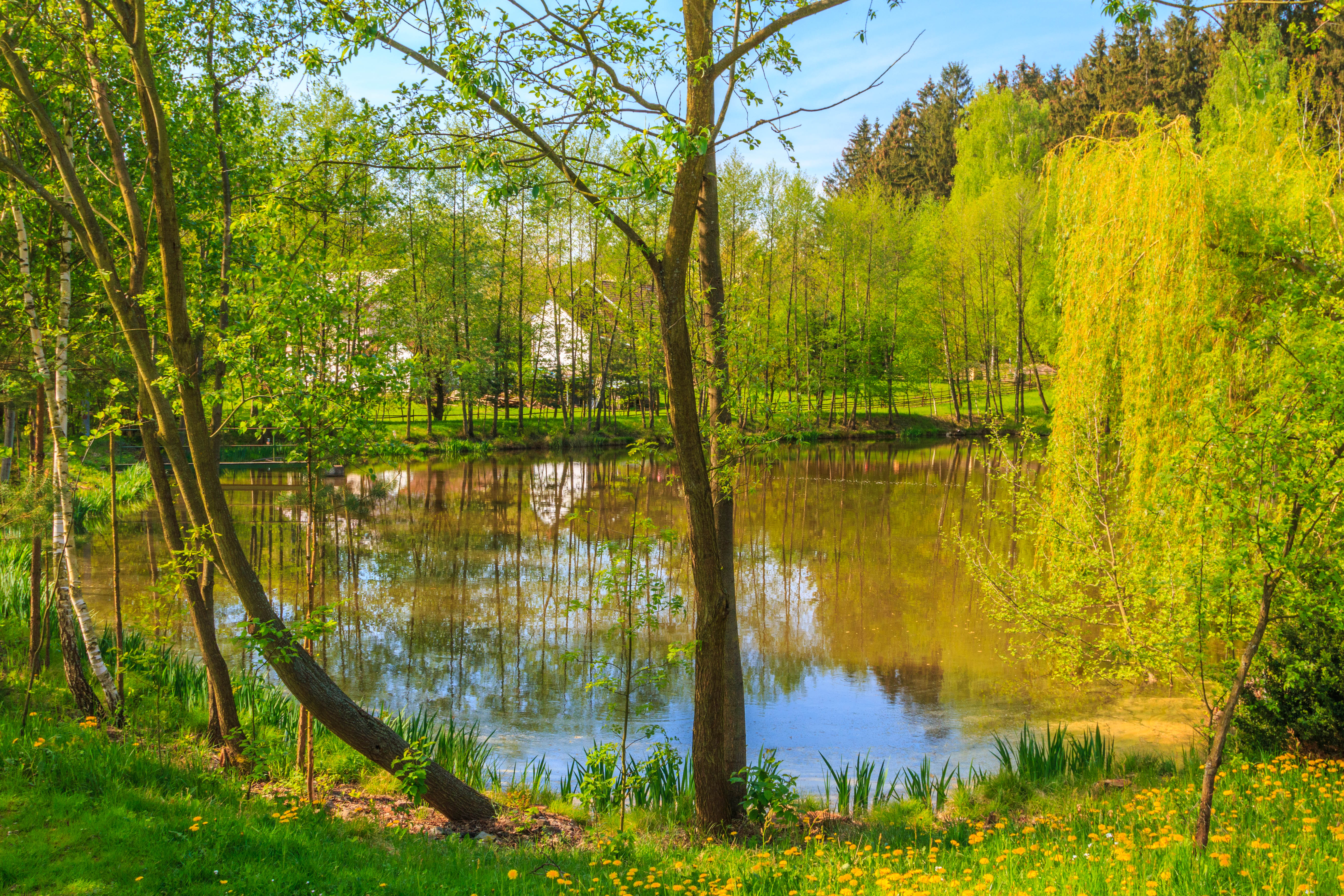
pohled na rybník Stružník
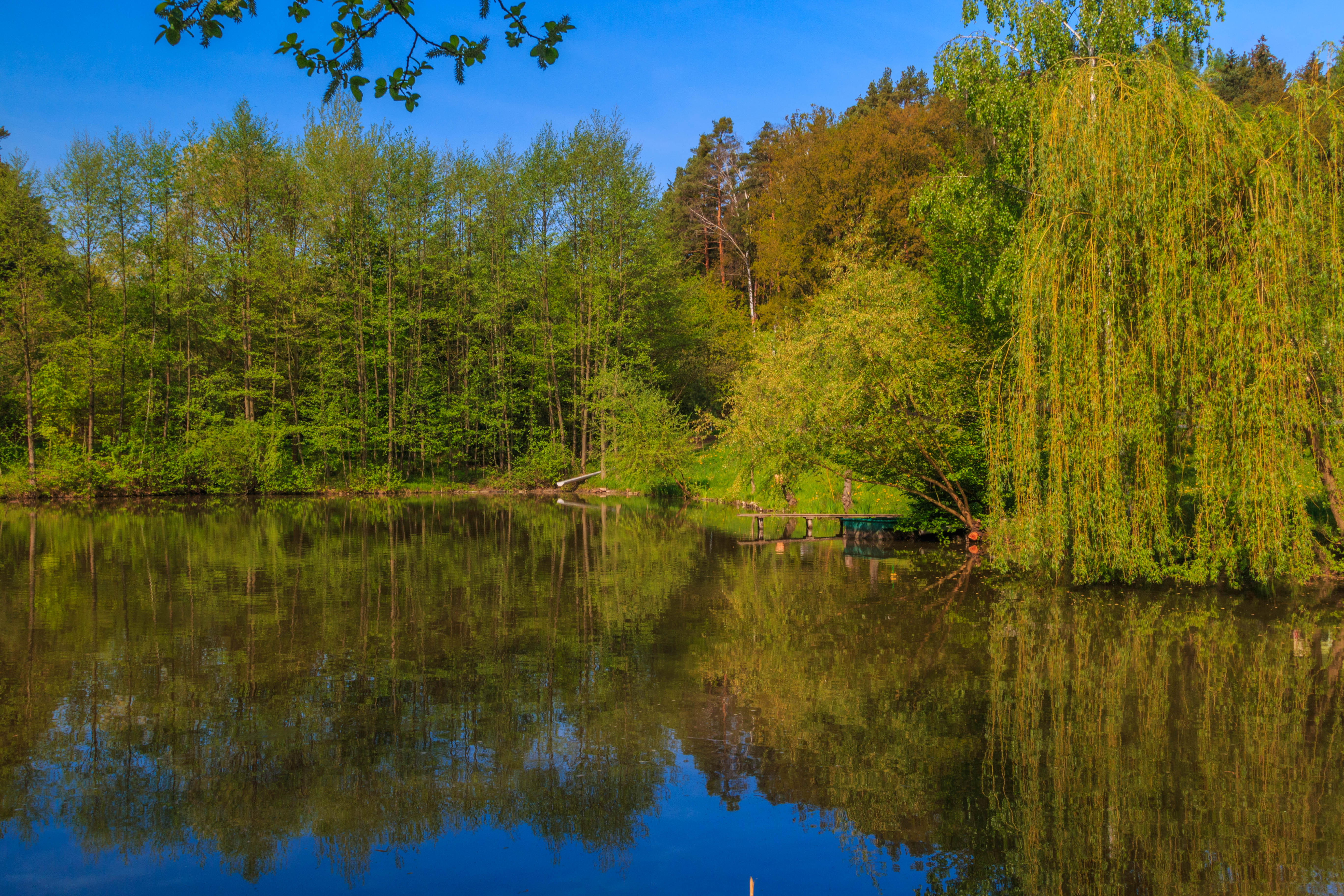
pohled na rybník Stružník
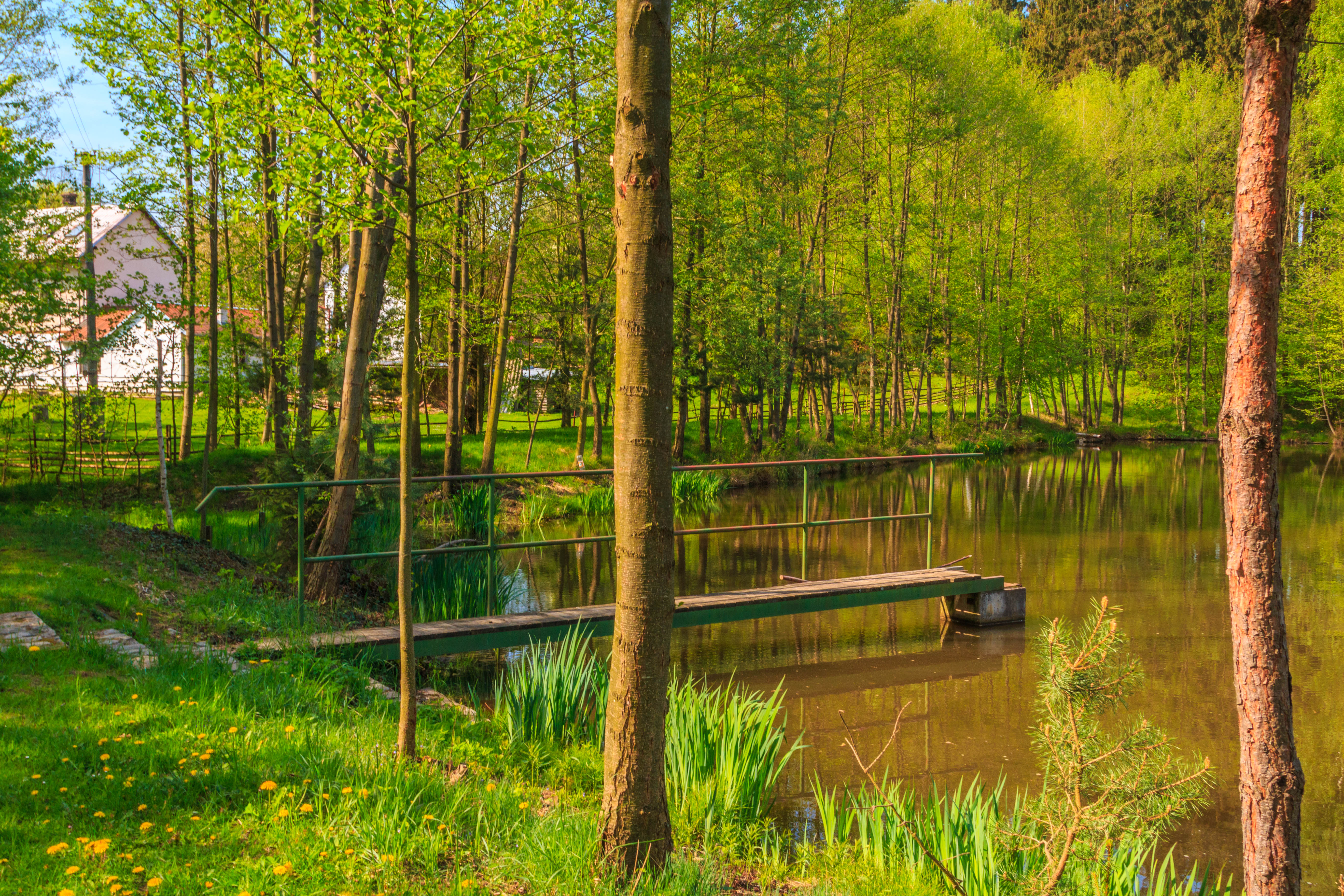
pohled na rybník Stružník
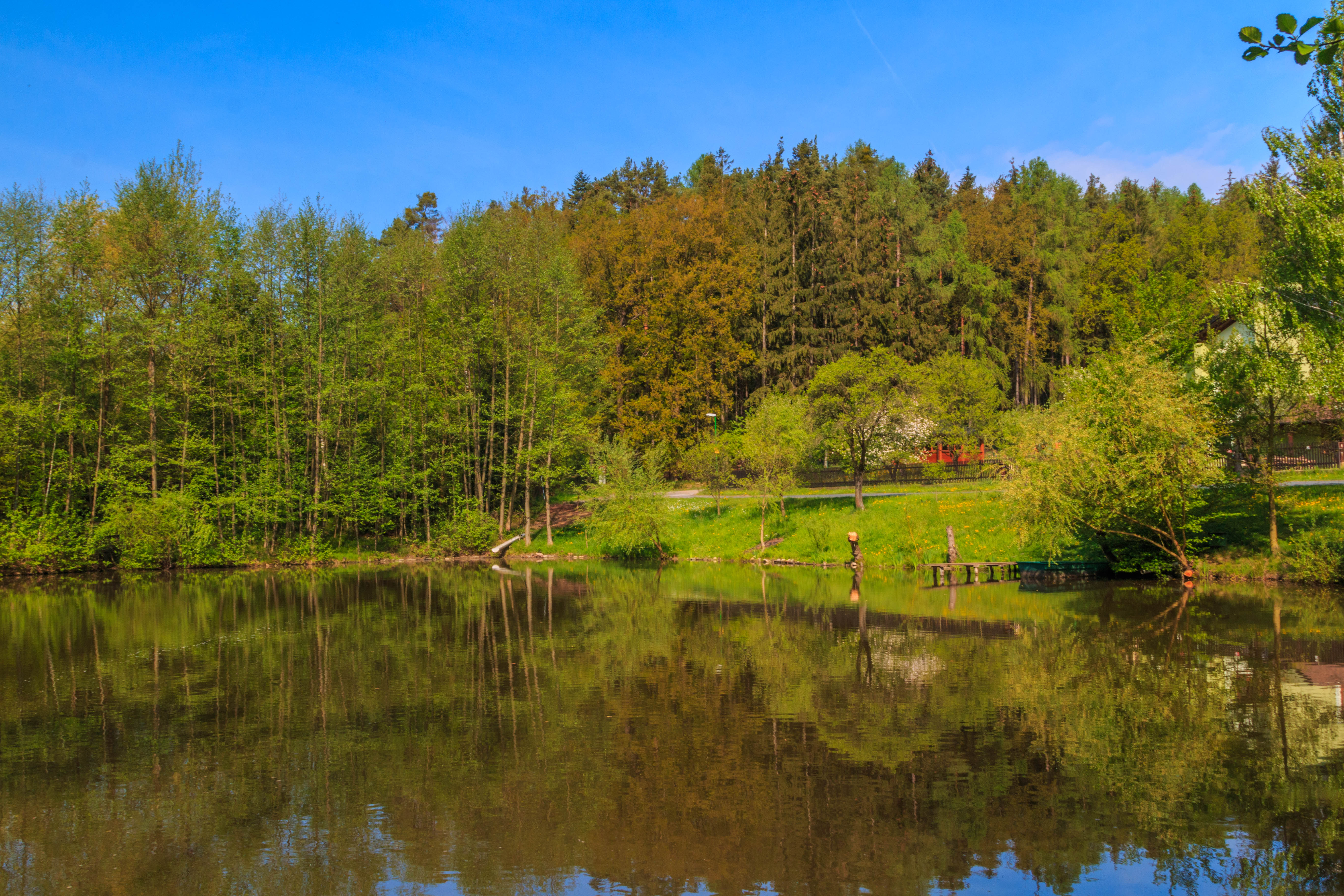
pohled na rybník Stružník